# Девісон (Мічиган)
Девісон (англ. Davison) — місто (англ. city) в США, в окрузі Дженесі штату Мічиган. Населення — 5143 особи (2020).

## Географія
Девісон розташований за координатами 43°1′54″ пн. ш. 83°31′8″ зх. д. / 43.03167° пн. ш. 83.51889° зх. д. (43.031749, -83.518751).  За даними Бюро перепису населення США в 2010 році місто мало площу 5,12 км², уся площа — суходіл.

## Демографія
Згідно з переписом 2010 року, у місті мешкали 5173 особи в 2371 домогосподарстві у складі 1314 родин. Густота населення становила 1011 особа/км².  Було 2593 помешкання (507/км²).
Расовий склад населення:
| - 94,9 % — білих - 1,8 % — чорних або афроамериканців - 0,3 % — корінних американців - 0,3 % — азіатів |

До двох чи більше рас належало 2,0 %. Частка іспаномовних становила 2,9 % від усіх жителів.
За віковим діапазоном населення розподілялося таким чином: 23,5 % — особи молодші 18 років, 59,6 % — особи у віці 18—64 років, 16,9 % — особи у віці 65 років та старші. Медіана віку мешканця становила 39,5 року. На 100 осіб жіночої статі у місті припадало 82,5 чоловіків;  на 100 жінок у віці від 18 років та старших — 77,7 чоловіків також старших 18 років.
Середній дохід на одне домашнє господарство  становив 48 388 доларів США (медіана — 34 219), а середній дохід на одну сім'ю — 59 690 доларів (медіана — 50 996). Медіана доходів становила 54 071 долар для чоловіків та 35 800 доларів для жінок. За межею бідності перебувало 17,1 % осіб, у тому числі 16,4 % дітей у віці до 18 років та 16,5 % осіб у віці 65 років та старших.
Цивільне працевлаштоване населення становило 1983 особи. Основні галузі зайнятості: освіта, охорона здоров'я та соціальна допомога — 21,4 %, виробництво — 15,8 %, роздрібна торгівля — 10,9 %, науковці, спеціалісти, менеджери — 10,2 %.